# Milionia pryeri
Milionia pryeri är en fjärilsart som beskrevs av Druce 1888. Milionia pryeri ingår i släktet Milionia och familjen mätare. Inga underarter finns listade i Catalogue of Life.